# Caparde
Caparde är ett samhälle i Bosnien och Hercegovina.   Det ligger i entiteten Federationen Bosnien och Hercegovina, i den centrala delen av landet, 80 km norr om huvudstaden Sarajevo. Caparde ligger 236 meter över havet och antalet invånare är 1 351. Det ligger vid sjön Modračko Jezero.
Terrängen runt Caparde är kuperad åt sydväst, men åt nordost är den platt.Runt Caparde är det ganska tätbefolkat, med 93 invånare per kvadratkilometer.. Närmaste större samhälle är Tuzla, 16,9 km öster om Caparde. 
I omgivningarna runt Caparde växer i huvudsak blandskog.